# 총리의 남편
《총리의 남편》(일본어: 総理の夫(そうりのおっと) 소우리노옷토[*])은 하라다 마하가 쓴 일본소설이며, 월간 제인노벨(지츠교노니혼샤)에서 2011년 4월호부터 2013년 4월호까지 연재되었다. 연재 당시 삽화 및 단행본 표지 일러스트는 만화가 미즈키 미오가 작업하였다. 저자의 정치에 대한 이상, 분노 등을 담은 작품이다。

## 줄거리
소우마 린코는 소수야당의 당대표였으나 여당의 일원에서 벗어나 새로운 신당을 차린 개혁파 의원 하라 쿠소우에 의해 연립정권이 수립되면서 최연소이자 최초의 여성 총리에 임명된다. 그 후 소우마정권의 안정을 꾀하는 프로젝트팀에 의해 조류학자인 린코의 남편 히요리를 이상의 남편 그리고 이상의 가족으로 만들기 위한 퍼스트레이디가 아닌 퍼스트젠틀맨 프로젝트가 시작된다.
이야기는 린코가 총리에 임명된 후 히요리가 쓴 일기의 형태이다.

## 등장인물

### 주인공과 소우마일족
소우마 히요리(相馬 日和)
린코의 남편. 38세. 분쿄구카스가의 센다조류연구소에 근무중인 조류학자. 두루미를 포함해서 멸종위기종의 생존을 위한 연구를 하고 있음. 10살부터 야생조류일지를 쓰고 있음. 부인이 총리가 된 후부터는 그에 대한 일기를 쓰기 시작함.
존경하는 인물은 노벨생리학・의학상을 수상한 콘라트 로렌츠박사이며, 그의 저서 《솔로몬의 반지》는 늘 곁에 두고 보는 책.
도쿄대 이학부를 졸업하여 대학원 생물다양성과학연구소에서 박사과정을 수료. 본가는 일본을 대표하는 재벌 "소우마일족". 결혼 후에는 조부가 남긴 고고쿠절의 양관에서 살고 있음. 전쟁이 끝난 후 조부께서 저명한 건축가에게 의뢰하여 지은 양관으로 내부에는 작은 숲이 있고 이 곳에서 야생조류에 대한 연구를 꿈꾸기 시작했음. 20년 전에 조부가 타계한 후에 절세대책으로 매각될 뻔 했지만 히요리가 나잇값도 못하고 상속받았음.
린코와의 만남은 소우마글로벌이 주재하는 정재계의 중책들도 많이 출석하는 아침모임에서 였음. 발표가 예정되어 있던 도쿄대 교수가 갑작스런 병으로 출석할 수 없게 된 상황에서 그 상황을 해결해 준 것이 정치학 연구자로서 두각을 보이던 린코였음. 첫눈에 아름답고 총명한 린코에게 반해버림.
반듯한 얼굴을 가졌으며, 권력에 집착하지 않는 유유자적한 성격. 린코가 총리에 임명된 후 "히요라"라고 불리는 오빠부대가 생겼음.
소우마 린코(相馬 凛子)
제111대 총리대신. 42세. 불의를 제일 싫어하는 정의감 넘치는 미인. 돌려 말하는 것이 익숙하지 않아 직설적인 성격.
직진당 당대표. 20xx년 9월 20일 일본 역사상 최초의 여성총리대신에 임명되어 소비세 증세와 기업활동의 규제철폐 그리고 탈원전같은 정책을 펼침.
도쿄대 법학부를 졸업한 후 하버드대학 법학정치학연구소에서 박사과정을 수료. 경제동우회를 모체로 한 공통의 정책싱크탱크의 연구원으로 근무하던 중 무소속으로 국회의원에 입후보하여 31세에 당선됨. 아버지는 최연소 아케나가와상 수상작가인 마토베 준(真砥部 惇). 어머니는 도쿄대 대학원 교수로 국제정치학을 전문으로 한 정치학자인 마토베 유(真砥部 夕). 아버지는 린코가 어린 시절 돌아가셨으며 후에 어머니 역시 돌아가셨음. 어머니의 저서인 《메타 글로벌 사회에서 살아 남은 일본》이 늘 곁에 두고 보는 책.
패션모델이나 가부키극단의 여배우들에게도 뒤지지 않는 미모의 소유자. 총리임명 후 절대적인 인기를 얻고 있음. "소~린"(소우마린코의 줄임말이자 총리의 일본발음 소우리에 ㄴ을 붙인 별명)으로 불림. "린코젠느"라고 불리는 언니부대가 있음.
소우마 타카코(相馬 崇子)
히요리의 어머니. 통칭 '오토와의 안주인'. 22세에 결혼하자마자 장남인 타요리를 출산 후 15년 후에 차남 히요리를 낳았기 때문에 히요리에게 애정을 듬뿍 주고 있음.
아들에게 생색을 내거나 자신의 의견에 대해 이견없이 무조건 따르게 하는 등 기본적으로 자기중심적인 성격. 또한 결혼 후 가사에 대해서는 전부 사용인들에게 맡기고 자신은 일절 손대지 않음.
소우마 타요리(相馬 多和)
히요리의 15살 연상의 형. 53세. 관련회사 2만명의 사원을 거느리는 비상장기업 '소우마글로벌'의 CEO. 경제동우회 간부.
딸이 2명 있음. 고등학교 1학년의 마키와 중학교 1학년의 아키. 두 딸은 도심의 명문여학교에 다니고 있음.
소우마 사키코(相馬 紗己子)
타요리의 부인. 그룹 관련 회사 오너의 딸로 타요리와는 정략결혼 하였음. 타요리와 같이 죽는 건 매우 싫지만 돈이 있다면 가능하다는 물질만능주의.
시모무라(下村)
히요리 집의 가정부
타케무라(武村)
소우마가의 주방을 30년간 맡아온 요리사
토미타(富田)
소우마가의 신입 가정부
엔도(遠藤)
소우마가에서 20년 이상 시중 들고 있는 소믈리에
오쿠바야시(奥林)
소우마 가에서 시중 든 지 40년이 된 가정부장

### 직진당 관계자
시마자키 코잔(島崎 虎山)
린코의 정책비서. 36세. 결혼을 했으며 딸이 있음. 이름은 저명한 서예가인 아버지가 직접 지음. 야마가타시 야마가쵸 출신. 나중에 야마가타현 제1구 중의원으로 출마함.
오즈(小津)
직진당의 전 간사장. 내각관방장관에 임명됨.
하야마(葉山)
직진당 부대표.
오노데라 이사무(小野寺 勇)
직진당 간사장.
후지노미야 아야카(富士宮 あやか)
히요리 홍보담당. 직진당 홍보부 직원.
쿠온 쿠미(久遠 久美)
전설의 스피치라이터伝説のスピーチライター。
하라다 마하의 또다른 소설『오늘은, 일진도 좋고』(2010년, 도쿠마 서점)에 등장하는 인물.

### 연립여당 관계자
하라 쿠로(原 久郎)
민심당 당대표. '하라구로'라는 별명답게 야심가에다가 급진적인 희대의 책사로 일본내 중요지위는 민심당 의원으로 채워져 있음. 모델은 오자와 이치로。
민권당 전 간사장. 개혁파의 동지들과 요네자와 불신임안에 찬성표를 던졌음. 해산 후에 민권당을 떠나 신당을 창당하였음. 총선에서 80석을 차지. 야당(신당오오조라, 혁신일보당, 신당변하는일본, 직진당)을 연립하여 연립여당을 만듦. 린코를 총리에 임명하고 연립여당의 간사장 포지션에 위치함. 더불어 연립여당협의회 의장에 취임함.
민권당 간사장이었던 고 엔도 아츠야의 비서직을 오랫동안 했으며, 차근차근 절차를 밟아 정치가가 되었기에 강직하고 활달한 성격의 인물. 요네자와와 정반대의 타입으로 같은 당에 있으면서 오랫동안 라이벌 관계였음.
하코네(箱根)
신당오오조라의 당대표. 의석수는 70석.
야마오카(山岡)
혁신일보당 당대표. 의석수는 60석. 신당변하는일본의 의석수는 40석.

### 센다조류연구소
히요리의 직장. 일본 조류연구사에 크나큰 업적을 남긴 고 센다 류노스케 박사가 설립한 조류전문연구기관. 주로 환경성의 위탁을 받아 멸종위기종인 조류의 조사와 존재 회복을 위한 연구가 이루어짐. 소우마가에서 절세대책의 일환으로 고액기부가 이루어지고 있음.
토쿠다 미노루(徳田 実)
센다조류연구소 소장. 참매 연구자.
쿠보즈카 유타카(窪塚 豊)
센다조류연구소 수석연구원.
하타가야 타쿠(幡ヶ谷 卓)
센다조류연구소 연구원. 히요리의 동료. 신천옹 서식지 연구에 인생을 바치고 있음.
이토 루이(伊藤 るい)
센다조류연구소 연구원. 30대 초반.
홋카이도 대학 재학 당시부터 여러 방면에서 두각을 드러내는 신인연구자후보로서 주목받았지만, 가정사로 인해 연구를 단념하고 일반기업에 취업하였음. 하지만 "우수한 연구자를 묻히게 둘수는 없다"는 토쿠다의 끈질긴 어프로치로 인해 센다소에 들어오게 됨.
타누마 마사요(田沼 正代)
센다조류연구소 사무직원.

### 기타
반다(番田) / 토쿠가와(特川)
린코의 SP.
요네자와 쥰타로(米沢 旬太郎)
민권당 당대표. 전 수상 내각불신임안이 가결되어, 중의원 해산이 행해졌음.
조부는 전 총리대신 요네자와 후유. 아버지는 외무장관을 역임한 요네자와 후쿠타로. 아들도 중의원 의원. 요네자와가=정티가라는 이미지를 가지고 있는 정계의 셀러브리티.
토요츠 노부타다(豊津 信唯)
경제동우회 회장. 토요츠자동차 회장.
이쿠시마 마코토(生島 真)
츠노토모상사(角友商事) 사장. 경제동우회 부회장.
아베 히사시(阿部 久志)
프리 정치저널리스트. 형사 콜롬보같은 체격을 가지고 있음. 공식 블로그는 딸이 관리하며 갸루 문자나 니찬네루용어를 사용한 독특한 문제를 씀.
고쇼가와라 토요히코(五所川原 豊彦)
도쿄대 명예교수로 국제경제학의 권위자. 소우마글로벌이 주최하는 아침모임「22세기 아침의 연련회」고문.

## 영화
카와이 하야토 감독에 의해 2021년 9월 23일에 개봉。
주연은 다나카 케이와 나카타니 미키

### 출연진
- 소우마 히요리 : 다나카 케이
- 소우마 린코 ： 나카타니 미키
- 소우마 타요리 : 카타오카 아이노스케
- 소우마 타카코 : 요 키미코
- 시마자키 코잔 : 쿠도 아스카
- 후지노미야 아야카 : 칸지야 시호리
- 이토 루이 : 마츠이 아이리
- 토쿠다 미노루 : 키노시타 호우카
- 아베 히사시 : 타카토 요네모토
- 하라 쿠소 : 키시베 잇토쿠

### 스태프
- 원작 : 하라다 마하 《총리의 남편》(지츠교노니혼샤)
- 감독 : 카와이 하야토
- 각본 : 마츠다 사야, 스기하라 노리아키
- 음악 : 후우키 하루미
- 주제가 : miwa「아이오토우(アイヲトウ)」[7]
- 촬영 : 키무라 신야
- 배급사 ： 토에이, 닛카쓰
- 제작프로덕션 : 장고필름
- 제작사(기획 및 영업) :「총리의 남편」제작위원회

### 내용주
1. ↑  한국의 사무총장에 해당함
2. ↑  한국어로 속이 검다란 뜻을 가짐